# لوئیس مارکولتا
لوئیس مارکولتا (انگلیسی: Luis Marcoleta؛ زادهٔ ۱ فوریهٔ ۱۹۵۹) بازیکن فوتبال اهل شیلی است.
از باشگاه‌هایی که در آن بازی کرده‌است می‌توان به باشگاه ورزشی آئوداکس ایتالیانو اشاره کرد.